# 로버트 스트렙
로버트 스트렙(영어: Robert Streb, 1987년 4월 7일 ~ )은 미국의 프로 골프 선수이다. 2013년 이래 PGA 투어에서 뛰고 있다. 2014 PGA 투어 맥글래드리 클래식에서 우승하였다. 그리고 2015년 그린브라이어 클래식에서는 샌드웨지 퍼팅을 선보여 눈길을 끌었다.